# Air Dingin Lama
Air Dingin Lama is een bestuurslaag in het regentschap Lahat van de provincie Zuid-Sumatra, Indonesië. Air Dingin Lama telt 384 inwoners (volkstelling 2010).